# 姚思孝
姚思孝（？—17世紀），字永言，直隸徽州府歙县人，入扬州府江都县籍，明朝、南明政治人物。

## 生平
姚思孝是天啟七年（1627年）丁卯科應天鄉試舉人，崇禎元年（1628年）聯捷進士，授庶吉士，遷任戶科給事中。張捷打算起用呂純如，他指出言呂純如涉及钦定逆案，不可起用；侍郎郭鞏因為逆案貶謫戍邊，同鄉為他訟冤，楊嗣昌在朝廷得知後駁回。不久姚思孝以進諫忤旨，被貶為江西布政照磨，移官南京國子助教，轉任南京太僕寺丞。弘光帝即位，擢任姚思孝為光祿少卿，再晉官大理左少卿。阮大鋮羅織僧人大悲罪狀，他的名字列入五十三參中名單，但結案後未呈上。左良玉帶兵東下，馬士英調黃得功、劉良佐防禦，令淮安、揚州空虛，清兵乘機南侵。弘光帝召見群臣，他和李之椿、喬可聘、吳希哲等人哭著聯名上書請示保衛兩地；弘光帝表示同意，然而馬士英大聲斥罵他們：「你們這些臺省專喜歡說些不切實際的話，而且你們都是為左良玉黨羽遊說，不可聽取。」姚思孝拿起朝笏追打馬士英，說：「腹心之患，何故坐視。」結果計劃終止。南京失守，姚思孝出家為僧終老。
姚思孝回到扬州时，购地建康山草堂。

## 引用
1. 1 2  《江南通志·卷一百三十·选举志》：姚思孝歙县人，江都籍
2. 1 2  錢海岳《南明史·卷三十二·列傳第八》：姚思孝，字永言，江都人。崇禎元年進士，改庶吉士，遷戶科給事中。張捷欲起呂純如，思孝言純如名列逆案，不可用。侍郎郭鞏以逆案謫戍，其鄉人為訟冤，楊嗣昌聞於朝，復力駮之。後以言事忤旨，貶江西布政炤磨，移南京國子助教，轉太僕丞。
3. ↑  雍正《江都縣志·卷三·選舉表前》：天啟七年丁卯（舉人）……姚思孝……
4. ↑  錢海岳《南明史·卷三十二·列傳第八》：安宗立，擢光祿少卿，再晉大理左少卿。阮大鋮搆僧大悲獄，思孝名在五十三參中，獄成未上。左良玉兵東下，馬士英調黃得功、劉良佐禦之，淮、揚空虛，清兵乘之南牧。上召對羣臣，思孝與李之椿、喬可聘、吳希哲痛哭合詞請淮、揚。上意然之，而士英厲聲謂「爾等臺省專喜作迂闊語，且皆良玉死黨為遊說，不可聽。」思孝舉笏擊士英曰：「腹心之患，何故坐視。」議遂罷。南京亡後，為僧終。